# ویلکاکس (پنسیلوانیا)
ویلکاکس (به انگلیسی: Wilcox) یک منطقهٔ مسکونی در ایالات متحده آمریکا است که در شهرستان الک، پنسیلوانیا واقع شده‌است. ویلکاکس ۱٫۳ کیلومتر مربع مساحت و ۳۸۳ نفر جمعیت دارد و ۴۶۵٫۱۳ متر بالاتر از سطح دریا واقع شده‌است.